# Moro (Oregon)
Moro az Amerikai Egyesült Államok északnyugati részén, Oregon állam Sherman megyéjében helyezkedik el, egyben a megye székhelye is. A 2010. évi népszámláláskor 324 lakosa volt, ezzel Oregon legkisebb megyeszékhelye. A város területe 1,27 km², melynek 100%-a szárazföld.
Városi rangot 1899. február 17-én kapott az Oregoni Legfelsőbb Bíróságtól.

## Éghajlat
A térség nyarai forróak és szárazak. A Köppen-skála alapján a város éghajlata meleg nyári mediterrán. A legcsapadékosabb a november–január, a legszárazabb pedig a július–augusztus közötti időszak. A legmelegebb hónap július, a leghidegebb pedig december.
A Cascade-hegység közelsége miatt nagyon kevés csapadék hull. Az átlagos hómenyiség 43 mm, de ez az évek során erősen változó; általában minimális esik le. Az eddigi legtöbb 1950 januárjában esett (1,38 m; ez az évszak végére 1,65 méterre nőtt).
| Hónap                                                                   | Jan.  | Feb.  | Már.  | Ápr. | Máj. | Jún. | Júl. | Aug. | Szep. | Okt.  | Nov.  | Dec.  | Év    |
| ----------------------------------------------------------------------- | ----- | ----- | ----- | ---- | ---- | ---- | ---- | ---- | ----- | ----- | ----- | ----- | ----- |
| Rekord max. hőmérséklet (°C)                                            | 17,2  | 20,0  | 23,9  | 30,6 | 37,8 | 38,9 | 43,9 | 41,1 | 37,8  | 31,1  | 22,2  | 17,2  | 43,9  |
| Átlagos max. hőmérséklet (°C)                                           | 4,1   | 6,7   | 11,2  | 14,7 | 19,1 | 23,2 | 28,2 | 28,0 | 23,7  | 16,6  | 8,6   | 3,2   | 15,7  |
| Átlaghőmérséklet (°C)                                                   | 0,4   | 2,2   | 5,7   | 8,5  | 12,5 | 16,1 | 20,3 | 20,0 | 15,8  | 9,8   | 4,0   | −0,4  | 9,6   |
| Átlagos min. hőmérséklet (°C)                                           | −3,3  | −2,3  | 0,2   | 2,3  | 5,9  | 9,0  | 12,3 | 11,9 | 7,9   | 2,9   | −0,6  | −3,9  | 3,6   |
| Rekord min. hőmérséklet (°C)                                            | −30,0 | −30,6 | −16,1 | −7,2 | −6,7 | −2,8 | 1,1  | −0,6 | −5,0  | −13,9 | −26,1 | −26,7 | −30,6 |
| Átl. csapadékmennyiség (mm)                                             | 38    | 28    | 25    | 23   | 25   | 16   | 6    | 6    | 13    | 25    | 40    | 42    | 287   |
| Forrás: Nemzeti Óceán- és Légkörkutatási Hivatal és The Weather Channel |       |       |       |      |      |      |      |      |       |       |       |       |       |

## Népesség

### 2010
A 2010-es népszámláláskor a városnak 324 lakója, 149 háztartása és 86 családja volt. A népsűrűség 225,2 fő/km2. A lakóegységek száma 163, sűrűségük 128,3 db/km2. A lakosok 92,6%-a fehér,  3,1%-a indián,   2,8%-a egyéb, 1,5%-a pedig kettő vagy több etnikumú. A spanyol vagy latino származásúak aránya 4% (3,4% mexikói,   0,6% egyéb spanyol vagy latino származású.)
A háztartások 16,8%-ában élt 18 évnél fiatalabb. 47,7% házas, 8,1% egyedülálló nő, 2% egyedülálló férfi, 42,3% pedig nem család. 36,2% egyedül élt; 18,2%-uk 65 éves vagy idősebb. Egy háztartásban átlagosan 2,17 személy élt; a családok átlagmérete 2,85 fő.
A medián életkor 48,1 év volt. A város lakóinak 19,4%-a 18 évesnél fiatalabb, 7,1% 18 és 24 év közötti, 17,7%-uk 25 és 44 év közötti, 30,3%-uk 45 és 64 év közötti, 25,6%-uk pedig 65 éves vagy idősebb. A lakosok 47,2%-a férfi, 52,8%-a pedig nő.

### 2000
A 2000-es népszámláláskor  a városnak 337 lakója, 133 háztartása és 94 családja volt. A népsűrűség 265,4 fő/km2. A lakóegységek száma 150, sűrűségük 118,1 db/km2. A lakosok 92,58%-a fehér, 1,19%-a afroamerikai, 1,19%-a indián, 0,3%-a ázsiai,  3,26%-a egyéb-, 1,48%-a pedig kettő vagy több etnikumú. A spanyol vagy latino származásúak aránya 5,34% (2,1% mexikói,  0,3% kubai, 3% pedig egyéb spanyol/latino származású.)
A háztartások 70,7%-ában élt 18 évnél fiatalabb. 52,6% házas, 15% egyedülálló nő; 29,3% pedig nem család. 27,1% egyedül élt; 16,5%-uk 65 éves vagy idősebb. Egy háztartásban átlagosan 2,53 személy élt; a családok átlagmérete 3,1 fő.
A város lakóinak 30,9%-a 18 évesnél fiatalabb, 6,5% 18 és 24 év közötti, 22,3%-uk 25 és 44 év közötti, 23,1%-uk 45 és 64 év közötti, 17,2%-uk pedig 65 éves vagy idősebb. A medián életkor 40 év volt. Minden 100 nőre 97,1 férfi jut; a 18 évnél idősebb nőknél ez az arány 94,2.
A háztartások medián bevétele 35 625 amerikai dollár, ez az érték családoknál $40 625. A férfiak medián keresete $35 313, míg a nőké $15 417. A város egy főre jutó bevétele (PCI) $14 887. A családok 14,7%-a, a teljes népesség 16,8%-a élt létminimum alatt; a 18 év alattiaknál ez a szám 19%, a 65 évnél idősebbeknél pedig 9,8%.

## Fordítás
Ez a szócikk részben vagy egészben  a   Moro, Oregon című angol Wikipédia-szócikk ezen változatának fordításán alapul.  Az eredeti cikk szerkesztőit annak laptörténete sorolja fel. Ez a jelzés csupán a megfogalmazás eredetét és a szerzői jogokat jelzi, nem szolgál a cikkben szereplő információk forrásmegjelöléseként.